# La Vilavella (ort i Spanien)
Villavieja är en ort i Spanien.   Den ligger i provinsen Província de Castelló och regionen Valencia, i den östra delen av landet, 300 km öster om huvudstaden Madrid. Villavieja ligger 33 meter över havet och antalet invånare är 3 352.
Terrängen runt Villavieja är platt österut, men västerut är den kuperad.  Närmaste större samhälle är Castelló de la Plana, 18,9 km nordost om Villavieja. Trakten runt Villavieja består till största delen av jordbruksmark.